# Guiguinto
Guiguinto est une petite municipalité des Philippines située dans l'ouest de la province de Bulacain, sur l'île de Luçon. Jadis principalement agricole, elle est en voie d'urbanisation rapide et d'intégration à la conurbation du Grand Manille (elle n'est qu'à 34 km de Manille proprement dite).
Elle est divisée en 14 barangays.